# Nullius in verba
Nullius in verba（ヌッリウス イン ウェルバ、"on the word of no one"もしくは"Take nobody's word for it"）は、ラテン語の成句で、王立協会のモットーである。

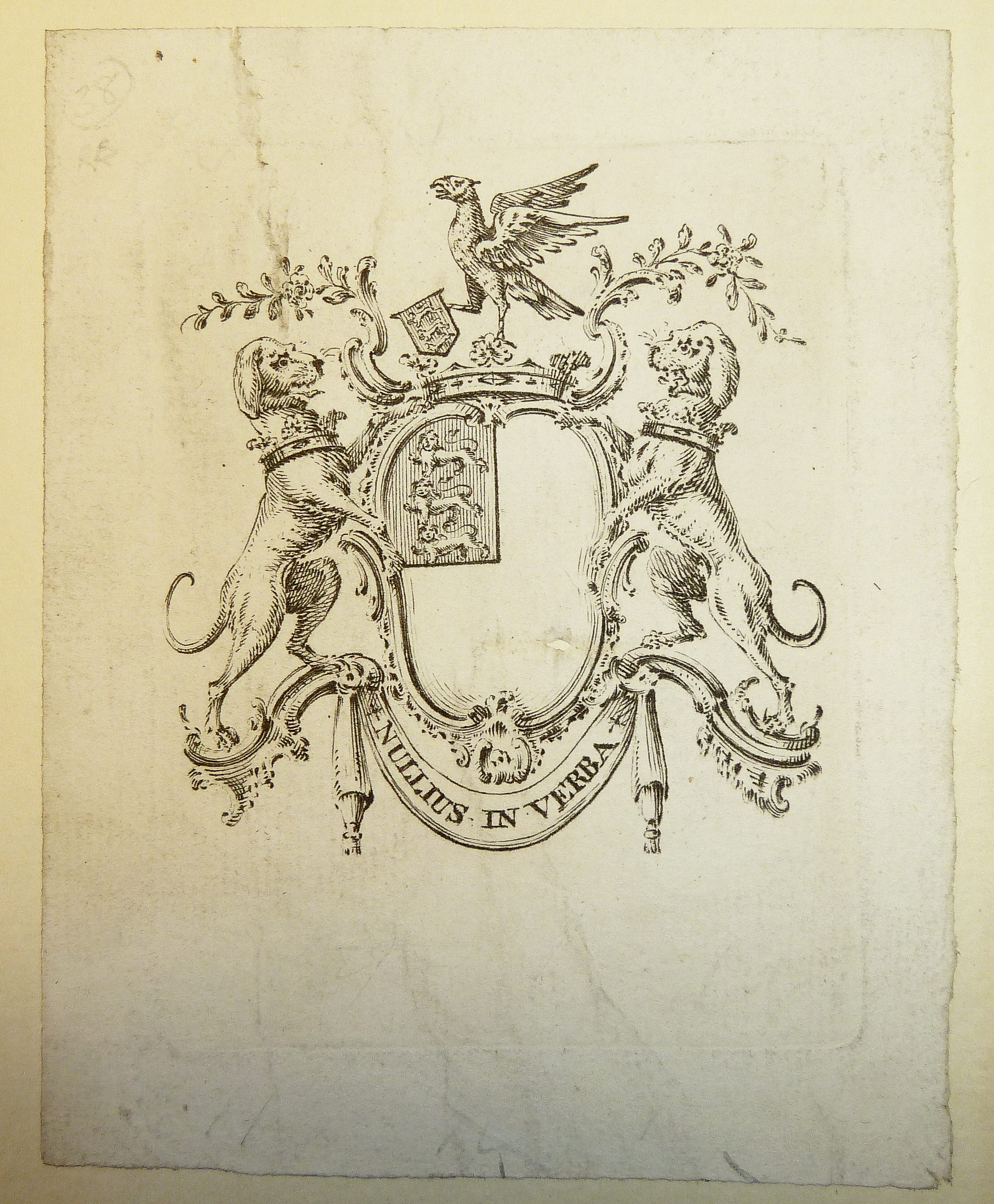
王立協会の蔵書票

ジョン・イーヴリンや王立協会のほかのフェローらが協会設立後すぐにこの言葉を選んだ。
現在の王立協会のウェブサイトはこのモットーを以下のように説明している。
It is an expression of the determination of Fellows to withstand the domination of authority and to verify all statements by an appeal to facts determined by experiment.
（"これは権力の支配に抵抗する、そして実験によって決定づけられた事実の訴えによるすべての陳述を確かめる、フェローたちの決心の言葉である。"）

## 由来
この成句はホラティウスの書簡集に所載の、恩人ガイウス・マエケナスに向けた書簡中の一句に由来し、そこで彼は、自分は生来の折衷主義者であり特定の学派を奉じてはいないとしている。
この言葉は原文では2つのヘクサメトロスの形をとっている。
Nullius addictus iurare in verba magistri, – quo me cumque rapit tempestas, deferor hospes.

("(being) not obliged to swear allegiance to a master, wherever the storm drags me to, I turn in as a guest.")—ホラティウス、Horace: Epistles, Book I, epistle I, lines 14 and 15